# عيون الصقر (فلم)
عيون الصقر هو فيلم حركة درامي مصري من إنتاج سنة 1992. الفيلم من إخراج وتأليف إبراهيم الموجي، وإنتاج شركة السبكي للإنتاج السينمائي، ومن بطولة نور الشريف، ورغدة، وسيد صادق، ومحمد الدفراوي، وفتوح أحمد، ومحمد توفيق. تدور الأحداث حول تمكن أحد جنود حرس الحدود في إيقاع عصابة لتهريب المخدرات عبر الحدود، بالتعاون مع شرطة مكافحة المخدرات فتنتقم منه العصابة بخطف ووالده مقابل تغير الحقائق في جلسة المحكمة.

## القصة
أبو الوفا جندى بحرس الحدود، يخدم بالبحر الاحمر ضمن عساكر الهجانة لحراسة الحدود، ويسكن في نزلة السمان بالجيزة، بمنزل يملكه والده عم درويش الجندى السابق بحرس الحدود، وأبو الوفا متزوج الشابة سعديه، ورغم مرور 6 سنوات على زواجهما إلا أنهما لم ينجبا، وجربا كل وصفة اقترحت عليهم، ولم ينسى أبو الوفا الأطباء وكان آخرهم الدكتور حسين الذي اخبره أن العيب من زوجته سعدية، ولكن أبو الوفا اشترى خاطرها وراحة باله وأخبرها أنَّ العيب منه هو، مما أثار حنقها وزاد من توترها، ورغبت بالإنجاب عن طريق عملية طفل الأنابيب المكلفة، وضغطت على حماها درويش كي يبيع نصف البيت الذي يملكه، ويعيشون فيه بعد زواج ابنته عطيات من الشحات وأقاما في منزل مستقل، ولكن عم درويش الذي يعلم انها عقيم، تحملها، ولم يمانع ببيع البيت، ولكن أبو الوفا رفض البيع، لكنها تعلقت بأمل طفل الأنابيب. وعندما عرض عليه تاجر المخدرات سالم الربيعي مساعدته في إدخال شحنة مخدرات لداخل البلاد، عن طريق وسيط هو زميله بخيت، لم يرفض أبو الوفا، وعرض الأمر على رؤساءه، الذين طلبوا منه مجاراة تاجر المخدرات، وتم تسجيل لقاءهما الذي طلب فيه أبو الوفا مبلغ مليون جنيه لتسهيل المهمة. حصل أبو الوفا على مليون جنيه وتم استخراج شحنة المخدرات من البحر، لتستقبلها قوات حرس الحدود وتقبض على سالم الربيعي، ولكن إبنه دياب تمكن من الهرب. لعبت الأموال دورها مع النفوس الضعيفة، وتمكن دياب ومحاميه من شراء ذمة من سرقوا لهم شريط التسجيل الذي يدين سالم، وبقيت شهادة أبو الوفا، الذي أصبح شخصًا مهمًا بعد عرض التليفزيون لعملية إحباط حرس الحدود لعملية التهريب وبطولة أبو الوفا ورفضه المليون جنيه، حتى أن سعديه تزينت وإرتمت في أحضانه ظانة انه مرتشي يمتلك المال الكافي لعملية الإنجاب لكنه ضربها وأهانها. كما حاول تاجر الأدوات الكهربائية المنزلاوي ومعه البقال سعدان يشاركا أبو الوفا في مشروع كبير طمعًا في مبلغ الرشوة، فخدعهم بإشتراطه بناء مسجد ملحق به مستوصف، وحضانة وفصول تقوية لوجه الله لتزكية امواله الحرام، فوافقوا بعد تسجيل الاتفاق عند المحامي علاء بسيوني. واستغل عبده البقال الموقف بطلاق عطيات، وطلب زواجها، غير أن الشحات عاد ليردها لعصمته طمعا في أموال أبو الوفا. قام دياب بخطف عم درويش من اجل أن يغير أبو الوفا من شهادته ولكنه رفض، وشهد بالحق على سالم الربيعي ليلف حبل المشنقة حول رقبته وكانت النتيجة مقتل عم درويش. علمت سعديه حقيقة أن العيب منها، وندمت على مافعلت مع أبوالوفا، الذي وأفق على بيع البيت وإجراء العملية، التي حاول دياب إفشالها، ولكن تمكن أبو الوفا من قتل دياب ورجاله وتمت العملية بنجاح وأصبح أبو الوفا أبًا، وتم ترقيته لرتبة ضابط صف.

## طاقم التمثيل

### الشخصيات الرئيسية
- نور الشريف أبو الوفا درويس
- رغدة بدور سعدي
- حسن الأسمر بدور بخيت
- محمد الدفراوي بدور سالم
- فتوح أحمد بدور دياب
- محمد توفيق بدور درويش
- عثمان عبد المنعم بدور المنزلاوي
- أحمد صيام بدور سعد
- سيد صادق
- علاء ولي الدين بدور شحات

### الشخصيات الثانوية
- رانيا فتح الله بدور عطيات
- سليمان عيد بدور عبده
- جورج غالي
- فوزي إبراهيم
- أسامة الفولي
- عمرو أديب بدور علاء

## وصلات خارجية
- مقالات تستعمل روابط فنية بلا صلة مع ويكي بيانات